# Fenomen meteorològic
Un fenomen meteorològic és un esdeveniment de l'oratge o temps meteorològic, que pot ésser explicat pels principis de la meteorologia. Segons l'Organització Meteorològica Mundial, és un fenomen que té lloc a l'atmosfera o a la superfície del planeta, i que pot consistir en una precipitació, suspensió o dipòsit de partícules líquides o sòlides, o en una manifestació de naturalesa òptica o elèctrica.

## Principals fenòmens meteorològics
- Massa d'aire
- Anticicló
- Cicló àrtic
- Núvol
- Gota freda
- Secada
- Tromba marina
- Petit torbellí Dust devil
- Tempesta de sorra
- Pedregada
- Huracà
- Llamp
- Mesocicló
- Pluja
- Ruixat
- Pluja de fang
- Aiguaneu
- Neu
- Ràfega
- Cicló subtropical
- Supercel·lula ("Supercell")
- Inversió de temperatura
- Tro
- Tornado
- Tempesta tropical
- Front meteorològic
- Vent
- Rissaga
- Volerany
- Gebre
- Rosada

## Fenòmens poc corrents
- Pols de diamant (Diamond dust), predominantment fenomen polar.
- Pluja de peixos, granotes i d'altres
- Arc de Sant Martí
- Aurora boreal
- Paraheli
- Tempesta de neu
- Bola de foc de Naga